# Pohnpei (savezna država)
Pohnpei, otočna država u Pacifiku, jedna od četiri države koje čine Savezne Države Mikronezije. Po površini je najveća, a po broju stanovnika druga od četiri savezne države, nakon Chuuka. Istočno od otoka nalazi se država Kosrae, zapadno Chuuk, te još dalje prema zapadu Yap. Pohnpei je smješten otprilike na pola puta između havajskoga glavnog grada Honolulua i filipinske metropole Manile.
Uz iznimku obalnih ravnica, obronaka talusa i aluvijalnih ravni, veći dio otoka Pohnpei je brdovit i prekriven gustom tropskom šumom. Močvare zauzimaju veći dio obale, a obod otoka u duljini od 130 km okružen je koraljnim grebenom. Ovo je jedno od najkišovitijih mjesta na svijetu, u planinskim dijelovima otoka padne i do 7.600 mm kiše po kvadratnom metru godišnje. Drvo ka, Terminalia carolinensis, raste samo na Pohnpeiju i na Kosraeu. Najviši vrh otoka i općenito Mikronezije je Mount Nanlaud (782 m). Osim glavnog otoka, država Pohnpei obuhvaća i otočiće Pingelap, Mokil, Ant, Pakin, Ngatik, Nukuoro, Oroluk i Kapingamarangi, te koraljni greben Minto. 
Općine su Kapingamarangi, Kitti, Kolonia, Madolenihmw, Mokil, Nett, Ngatik, Nukuoro, Oroluk, Pingelap, Sokehs i Uh. Palikir, glavni grad Saveznih Država Mikronezije, nalazi se u ovoj državi. Glavna turistička znamenitost Pohnpeija i cijele Mikronezije je arheološki lokalitet Nan Madol, pod zaštitom UNESCO-a od 2016. godine. Ponpejski jezik, prema procjeni iz 2001. godine, ima 29.000 govornika.
Dne 5. ožujka 2019. Chuuk je trebao održati referendum o izdvajanju iz sastava Saveznih Država Mikronezije i stjecanju pune neovisnosti, ali je odgođen za ožujak 2020. godine. Referendum je zatim ponovno odgođen, najmanje do ožujka 2022. godine. U slučaju uspjeha referenduma, federacija će izgubiti ozemni kontinuitet i opstojnost će joj biti poljuljana, što dovodi do mogućnosti da i ostale njene članice postanu neovisne države.

## Vanjske poveznice
- Stranica katoličke srednje škole u Pohnpeiju